# Whiskey Ring
Le Whiskey Ring a eu lieu de 1871 à 1876 à Saint-Louis pendant la présidence d’Ulysses S. Grant. Le Whiskey Ring est un scandale américain, brisé en mai 1875, impliquant le détournement de recettes fiscales dans une conspiration entre des agents du gouvernement, des politiciens, des distillateurs de whisky et des distributeurs. Les distillateurs de whisky ont soudoyé des fonctionnaires du Trésor pour augmenter leurs profits et échapper aux impôts. Le ministère de la Justice de Grant a poursuivi les membres du parti républicain qui en faisaient partie. Le chef de file du Whiskey Ring était le célèbre général John McDonald (en), que Grant avait nommé percepteur des recettes du district du Missouri en 1869. Sous la direction du secrétaire au Trésor, Benjamin Bristow, un réformateur, le scandale a été découvert et le trafic démantelé.
Les poursuites contre les membres corrompus commencèrent en 1875 et se terminèrent en 1876. McDonald a été inculpé, jugé, reconnu coupable, condamné à une amende de 5 000 $ et condamné à une peine de prison fédérale de 18 mois. Le secrétaire privé de Grant, Orville Babcock, fut inculpé, jugé à Saint-Louis, mais acquitté en février 1876. Grant gracia McDonald le 3 mars 1877, le dernier jour de sa présidence. En 1880, un McDonald en colère a écrit un livre salace The Secrets of the Great Whiskey Ring, dans le but d’empêcher Grant d’obtenir une nomination pour un troisième mandat. McDonald croyait également que Babcock était coupable et avait mérité d’aller en prison avec lui. Ce que Grant savait sur le Whiskey Ring est une question controversée pour les historiens. Trois millions de dollars de recettes fiscales volées ont été récupérés par Bristow, avec 110 condamnations.

## Source
- (en) Cet article est partiellement ou en totalité issu de l’article de Wikipédia en anglais intitulé « Whiskey Ring » (voir la liste des auteurs).